# Josef Schürgers

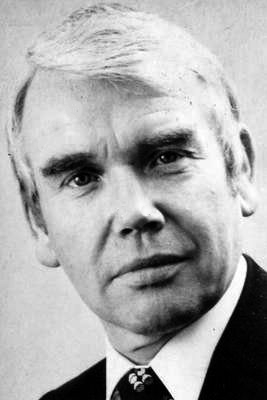
Josef Schürgers

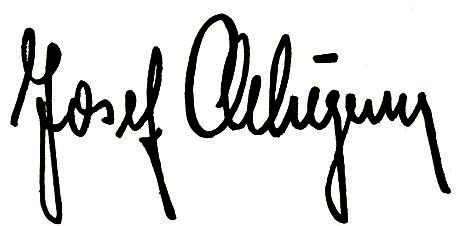
Unterschrift Josef Schürgers

Josef Schürgers (* 21. Oktober 1922 in Camp; † 21. Mai 2001 in Viersen) war ein deutscher Politiker und Mitglied der Christlich Demokratischen Union Deutschlands (CDU). Er war Bürgermeister der Stadt Viersen und Landtagsabgeordneter in Nordrhein-Westfalen.

## Leben
Josef Schürgers begann 1936 eine kaufmännische Lehre bei der Firma Pongs & Zahn, dem damals größten Textilbetrieb in Viersen. 1939 schloss er die Kaufmannsgehilfenprüfung als Industriekaufmann ab. 1940 wurde er, noch keine 18 Jahre alt, zur Luftwaffe als Funker einberufen. Vier Jahre später kam er verwundet ins Lazarett und trat zum 1. Mai 1944 der NSDAP bei. Anschließend geriet er in sowjetische Gefangenschaft, aus der er 1946 nach Hause entlassen wurde. Er arbeitete zunächst als Lastwagenfahrer, bevor er 1948 wieder bei der Pongs & Zahn AG angestellt war. 1949 bestand er die Fachprüfung im Buchhaltungs- und Finanzwesen. Er wurde Handlungsbevollmächtigter und Versandleiter. Ab 1955 wurde er stellvertretender Betriebsratsvorsitzender für rund 4000 Beschäftigte in Viersen und einer Filiale in Bochum. 1961 musste die Firma Pongs & Zahn AG aufgrund der allgemeinen Textilkrise schließen. Ab 1962 war Schürgers Geschäftsführer der „Werk Beton“, einem Betontransportwerk der heutigen Firma Beton Union West.
1964 wechselte er zur Viersener Aktien-Baugesellschaft (VAB), einem gemeinnützigen Wohnungsbauunternehmen. Schürgers war dort über 24 Jahre bis zum Erreichen der beruflichen Altersgrenze beschäftigt, zunächst als geschäftsführendes Vorstandsmitglied, ab 1965 als Vorstandsvorsitzender. Während seiner Amtszeit baute die VAB rund 1000 neue Wohnungen, wobei Schürgers die Wende vollzog von der funktionellen Einheitsbauweise zur anspruchsvollen Architektur mit menschlichen Zügen. Er forcierte den Wohnungsbau für breite Schichten, unter Berücksichtigung von Kinderreichen, Senioren und Behinderten. Dies brachte ihm auch den Beinamen „Baulöwe, der sozial handelte“ ein. Mit dem Namen Josef Schürgers sind unter anderem die Wohnanlagen „Beginenhof“ und „Klostermühle“ in Viersen eng verbunden. Bei den Stadtwerken Viersen bekleidete er zwischen 1972 und 1989 das Amt des Aufsichtsratsvorsitzenden. Als Personalratsvorsitzender war Schürgers beim Finanzamt der Stadt Viersen tätig. Josef Schürgers gehörte von 1958 bis 1984 dem Sparkassen- und späteren Verwaltungsrat der Stadtsparkasse Viersen an.

## Politische Karriere
Schürgers war über mehrere Jahrzehnte an maßgeblicher Stelle in der Kommunalpolitik tätig. Bereits 1948 trat er in die Junge Union, später in die CDU ein. Von 1966 bis 1985 vertrat er die CDU im Düsseldorfer Landtag als Sprecher der CDU-Fraktion im Ausschuss für Wohnungs- und Städtebau. Von 1975 bis 1994 war Schürgers Mitglied des Kreistags, zeitweise als Vorsitzender des Bauförderungsausschusses. Darüber hinaus war er Mitglied des Gesundheits- und Sozialausschusses und des Organisations- und Personalausschusses. Zudem war er stellvertretendes Mitglied im Kreisausschuss, Kreispolizeirat, Wahlprüfungsausschuss, Sportausschuss und in der Verbandsversammlung der Abfallentsorgungsversammlung Stadt Mönchengladbach/Kreis Viersen. Im Juli 1970 berief ihn die CDU-Fraktion im Düsseldorfer Landtag in den Ausschuss für Landesplanung, Wohnungs- und Städtebau.
Mitte der 1970er Jahre wurde von ihm die kommunale Neugliederung der kreisfreien Stadt Viersen mit dem Kreis Kempen-Krefeld entscheidend mit vorbereitet und entschieden. Im Viersener Stadtrat saß er als Bürgerschaftsvertreter von 1956 bis 1965 und wieder von 1974 bis 1979. 1960 wurde er zum Bürgermeister der Stadt Viersen gewählt, dessen Amt er bis 1965 innehatte. Innerhalb der CDU bekleidete Josef Schürgers mehrere Ämter, so führte er 1964 bis 1971 die Kreispartei und von 1971 bis 1985 den Stadtverband an. 1981 wird Schürgers vom zuständigen Minister als Mitglied in den Beirat des Institutes für Landes- und Stadtentwicklungsforschung (ILS) berufen. 1988 gründete er die Senioren-Union des Kreisverbandes Viersen. Als deren Vorsitzender und späterer Ehrenvorsitzender hatte er lange Jahre maßgebliche Akzente in der Einbindung von Senioren in die Arbeit der Kreis-CDU gesetzt. „Er war der Motor für die Gründung weiterer Senioren-Vereinigungen in den Stadt- und Gemeindeverbänden.“

## Auszeichnungen
- 1969 verlieh der Rat der Stadt Viersen Schürgers für die langjährige ehrenamtliche Tätigkeit "zum Wohle der Stadt Viersen" die Stadtplakette in Silber.[11]
- 1974 wurde seine politische Arbeit mit dem Bundesverdienstkreuz am Bande geehrt.[12]
- 1980 erhielt er das Bundesverdienstkreuz I. Klasse.[13]
- 1985 wurde er von der CDU Viersen und der Senioren-Union des Kreises Viersen zum Ehrenvorsitzenden  ernannt.[10]
- 1987 würdigte ihn die Stadt Viersen mit der Verleihung der Goldenen Stadtplakette.[14]
- 1994 wurde ihm für seinen besonderen Einsatz in der Sparkassenorganisation die Johann-Christian-Eberle-Medaille verliehen, die höchste Auszeichnung des deutschen Sparkassenwesens.[15]
- 2018 beschloss der Ausschuss für Stadtentwicklung und -planung der Stadt Viersen mehrheitlich, dass eine neue Straße im Stadtteil Rahser den Namen „Josef-Schürgers-Straße“ tragen wird.[15]